# Эгг-Айленд (остров)
Эгг-А́йленд (англ. Egg Island) — необитаемый остров группы Багамских островов. На острове разводят кур жители близлежащих островов, которые приплывают на остров за яйцами. Отсюда и название острова — Эгг-Айленд («остров яиц»).
На острове есть пляж в форме полумесяца, полностью защищённый рифом. Заводь за рифом, как правило, менее 2 метра глубиной, что делает её прекрасным местом для купания или наблюдения за подводным миром. По причине мелководья и хорошей защищенности от океана вода теплее по сравнению с окружающим морем.
Эгг-Айленд обрёл некоторую известность в 1980-е годы, когда было высказано предположение о том, что именно здесь впервые высадился на берег Нового света Христофор Колумб.
Рядом с островом на дне лежит судно «Аримора».